# Ryan Briscoe
Ryan Briscoe (ur. 24 września 1981 roku w Sydney) – australijski kierowca wyścigowy.

## Kariera

### Początki kariery
W 1993 roku rozpoczął ściganie od kartingu. Po wygraniu australijskiej, północnoamerykańskiej i włoskiej serii przeniósł się w 2000 roku do Formuły Renault. W 2001 wygrał włoską serię tych wyścigów oraz zajął 4. miejsce w europejskiej rywalizacji.

### Blisko Formuły 1
W 2002 roku został zatrudniony w roli kierowcy testowego w zespole Toyoty debiutującym w Formule 1. W tym samym roku startował również w Formule 3000, oraz w niemieckiej Formule 3. W następnym sezonie wystartował w Formule 3 Euro Series, której został mistrzem.
W sezonie 2004 ponownie otarł się o Formułę 1. Gdy zespół Toyoty zwolnił Cristiano da Mattę kierowcą został dotychczasowy rezerwowy Ricardo Zonta, a jego miejsce zajął Briscoe i w pięciu Grand Prix był trzecim kierowcą startującym w piątkowych treningach.

### IRL IndyCar Series
W 2005 roku wystartował w IRL IndyCar Series w zespole Chip Ganassi Racing. Nieprzyzwyczajony do startów na torach owalnych nie spisywał się najlepiej często rozbijając samochód, ale udało mu się zdobyć pole position na torze w Sears Point (jeden z zaledwie trzech torów nieowalnych w sezonie). Sezon zakończył się dla niego przedwcześnie 11 września, kiedy brał udział w bardzo poważnie wyglądającym wypadku na torze Chicagoland Speedway. Złamał wtedy m.in. oba obojczyki, a ze szpitala wypuszczono go dopiero po ośmiu dniach. Przez kolejne osiem tygodni przechodził rehabilitację.

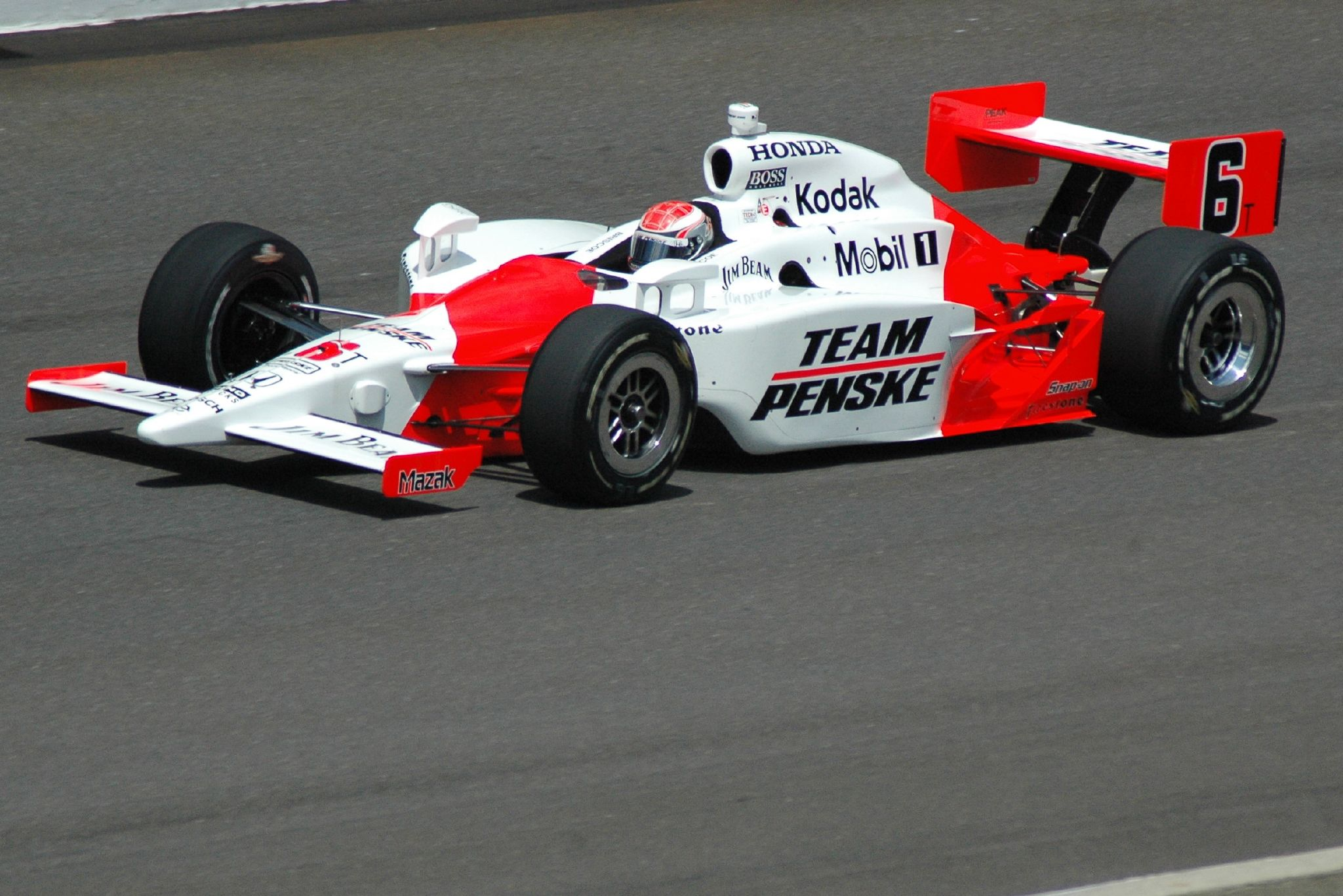
Podczas przygotowań do Indianapolis 500 w 2008 roku

Ganassi zrezygnował z Australijczyka w kolejnym sezonie. W styczniu 2006 roku Briscoe uczestniczył w zawodach 24 godziny Daytony, jednak zanim przyszła jego kolej, zespół odpadł już z wyścigu. Następnie wystartował w dwóch ostatnich rundach sezonu 2005/2006 A1 Grand Prix. W maju 2006 pojawiła się okazja do startu w Indianapolis 500 w zespole A.J. Foyt Enterprises. Wszystko było jednak załatwiane na ostatnią chwilę i Ryan nie zdążył się zakwalifikować do wyścigu. Wystartował jednak już w kolejnym wyścigu w barwach zespołu Dreyer & Reinbold Racing w wyścigu na torze Watkins Glen zajmując tam 3. miejsce. Wystartował jeszcze w trzech wybranych wyścigach już bez tak dobrych wyników. W październiku pojawiła się propozycja startów w dwóch wyścigach Champ Car w zespole RuSPORT, a rok 2006 zakończył startami w pierwszej części sezonu 2006/2007 A1 Grand Prix.
Rok 2007 był dla Briscoe bardziej ustabilizowany. Podpisał kontrakt z zespołem Penske Racing na starty w serii American Le Mans Series samochodem Porsche RS Spyder Evo w klasie LMP2 razem z niemieckim kierowcą Saszą Maaaseenem. Wspólnie wygrali trzy wyścigi w swojej klasie (dwa w klasyfikacji generalnej) i zajęli ex aequo trzecie miejsce w klasyfikacji LMP2. Wystartował też w wyścigu Indianapolis 500 zajmując w nim 5. miejsce w barwach zespołu Luczo-Dragon Racing.
W następnym sezonie pozostał w ekipie Penske, ale teraz wystartował w serii IRL IndyCar Series zastępując w zespole Sama Hornisha Jr., który przeniósł się do NASCAR. Po słabym początku sezonu przyszły lepsze wyniki, w tym trzy zwycięstwa oraz trzy kolejne wizyty na podium, co ostatecznie dało mu piąte miejsce w klasyfikacji generalnej sezonu. W sezonie 2009 wygrał trzy wyścigi oraz aż osiem razy zajmował drugie miejsce. Do ostatniego wyścigu walczył o tytuł mistrzowski, ale ostatecznie zajął trzecie miejsce w klasyfikacji generalnej.

## Starty w karierze
| Sezon     | Seria                              | Zespół                       | Starty | PP | Zwyc. | Punkty | Pozycja |
| --------- | ---------------------------------- | ---------------------------- | ------ | -- | ----- | ------ | ------- |
| 2001      | Formula Renault 2000 Italia        |                              |        |    | 5     |        | 1.      |
| 2001      | Formula Renault 2000 Eurocup       | Prema Powerteam              | 6      | 1  | 2     | 102    | 4.      |
| 2002      | Formuła 3000                       | Nordic Racing                | 7      | 0  | 0     | 0      | 23.     |
| 2002      | Niemiecka Formuła 3                | Prema Powerteam              | 12     | 0  | 0     | 16     | 13.     |
| 2003      | Formuła 3 Euro Series              | Prema Powerteam              | 20     | 4  | 8     | 110    | 1.      |
| 2005      | IRL IndyCar Series                 | Chip Ganassi Racing          | 14     | 1  | 0     | 232    | 19.     |
| 2005/2006 | A1 Grand Prix                      | A1 Team Australia            | 4      | 0  | 0     | 51     | 13.     |
| 2006      | IRL IndyCar Series                 | Dreyer & Reinbold Racing     | 4      | 0  | 0     | 83     | 21.     |
| 2006      | Champ Car                          | RuSPORT                      | 2      | 0  | 0     | 17     | 21.     |
| 2006/2007 | A1 Grand Prix                      | A1 Team Australia            | 6      | 0  | 0     | 25     | 13.     |
| 2007      | American Le Mans Series (LMP2)     | Penske Racing                | 12     | 2  | 3     | 186    | 3.      |
| 2008      | IRL IndyCar Series                 | Penske Racing                | 18     | 3  | 3     | 447    | 5.      |
| 2009      | IRL IndyCar Series                 | Penske Racing                | 17     | 4  | 3     | 604    | 3.      |
| 2010      | IRL IndyCar Series                 | Penske Racing                | 17     | 3  | 1     | 482    | 5.      |
| 2011      | IRL IndyCar Series                 | Penske Racing                | 17     | 0  | 0     | 364    | 6.      |
| 2012      | IRL IndyCar Series                 | Penske Racing                | 15     | 1  | 1     | 370    | 6.      |
| 2013      | IRL IndyCar Series                 | Chip Ganassi Racing          | 1      | 0  | 0     | 100    | 26.     |
| 2013      | IRL IndyCar Series                 | Panther Racing               | 6      | 0  | 0     | 100    | 26.     |
| 2013      | American Le Mans Series (LMP2)     | Level 5 Motorsports          | 8      | 5  | 5     | 129    | 5.      |
| 2014      | IRL IndyCar Series                 | Chip Ganassi Racing          | 18     | 0  | 0     | 461    | 11.     |
| 2015      | IRL IndyCar Series                 | Schmidt Peterson Motorsports | 8      | 0  | 0     | 205    | 18.     |
| 2016      | IMSA SportsCar Championship (GTLM) | Chip Ganassi Racing          | 11     | 1  | 3     | 328    | 2.      |
| 2017      | IMSA SportsCar Championship (GTLM) | Chip Ganassi Racing          | 11     | 1  | 0     | 306    | 4.      |
| 2018      | IMSA SportsCar Championship (GTLM) | Chip Ganassi Racing          | 11     | 0  | 3     | 316    | 2.      |

## Starty w Indianapolis 500
| Rok  | Nadwozie | Silnik    | Start | Wynik | Uwagi            |
| ---- | -------- | --------- | ----- | ----- | ---------------- |
| 2005 | Panoz    | Toyota    | 24    | 10    |                  |
| 2007 | Dallara  | Honda     | 7     | 5     |                  |
| 2008 | Dallara  | Honda     | 3     | 23    | Wypadek w boksie |
| 2009 | Dallara  | Honda     | 2     | 15    |                  |
| 2010 | Dallara  | Honda     | 4     | 24    | Wypadek          |
| 2011 | Dallara  | Honda     | 26    | 27    | Wypadek          |
| 2012 | Dallara  | Chevrolet | 1     | 5     |                  |
| 2013 | Dallara  | Honda     | 23    | 12    |                  |
| 2014 | Dallara  | Chevrolet | 30    | 18    |                  |
| 2015 | Dallara  | Honda     | 31    | 12    |                  |